# Tomás Vicente Coronado
Tomás Vicente Coronado e Interian (1855-1928) fue un médico cubano.

## Biografía
Nacido en 1855 en Limonar, en la provincia de Matanzas, estudió en el colegio La Empresa. Publicó numerosos trabajos científicos originales, tratando temas como el paludismo y el hematozoario del mismo, habiendo colaborado en algunos con el Domingo Mádan. El libro Pirexias en ia isla de Cuba, en colaboración con Mádan, fue premiado en 1896 por la Academia de Ciencias Médicas, Físicas y Naturales de la Habana. También fue autor de Laveráneas linhémicas, que obtuvo en París, en 1893, un premio "Orphila" d'encouragement, otorgado por la Academia de Medicina de París. Sus textos aparecieron en publicaciones periódicas como La Gaceta Médica, Crónica Médico Quirúrgica de la Habana, Revista de Ciencias Médicas, El Progreso Médico, Archivo de Estudios Clínicos, Anales de la Academia de Ciencias y Revista de la Asociación Médico Farmacéutica. Apoyó el laboratorio bacteriológico fundado por Santos Fernández.
Doctor en Medicina, en Ciencias Físico-Químícas y en Farmacia, fue delegado, por Cuba y Puerto Rico, al II Congreso Médico Pan-Americano (México 1896), fundador secretario y más adelante presidente de la Asociación Médico Farmacéutica de la Isla de Cuba, miembro de número de la Academia de Ciencias Médicas, Físicas y Naturales de la Habana (1896), vicepresidente de la Sociedad de Estudios Clínicos (1899), secretario general del Tercer Congreso Médico Pan-Americano (1901), vicepresidente de la Academia de Ciencias (1902 y 1905), presidente de la Sociedad de Estudios Clínicos, catedrático auxiliar, por oposición, de Higiene y Medicina Legal y, desde el 4 de julio de 1917, catedrático titular de Higiene, Legislación Sanitaria, Medicina Legal y Toxicología, en la Universidad de La Habana. También fue miembro titular de la Academia Universal de Ciencias y Artes Industriales de Bélgica y socio de mérito del Centro Médico Farmacéutico de Matanzas. Escribió varios trabajos sobre la higiene aplicada a los sports y a las escuelas. Su libro Higiene escolar para los maestros fue premiado con medalla de plata en la Exposición de San Luis y sus folletos sobre Patología tropical e higiene obtuvieron medalla de oro en la Exposición de Charleston (1906).  Falleció en 1928,   hacia finales del mes de diciembre.